# Плотина (Карелия)
Плоти́на — посёлок сельского типа в Лоухском районе Республики Карелия, административный центр Плотинского сельского поселения.

## География
Посёлок расположен на берегу озера Лоухское, в 78 км по автодороге к северо-востоку от посёлка Лоухи.

## История
Официальное начало берёт с 1936 года, в связи с развитием добычи слюды на севере Карелии. Основан как шахтёрский посёлок. Для строительства шахт была построена плотина на реке Луоксе, которая дала название посёлку. В конце 1990-х годов добыча слюды прекращена, шахты были закрыты.

## Население
Численность населения посёлка в 1989 году составляла 779 чел.
| 2002 | 2009 | 2010 | 2013 |
| ---- | ---- | ---- | ---- |
| 446  | ↘385 | ↘303 | ↘269 |

## Экономика
В посёлке действуют предприятия:
- отделение почтовой связи,
- ЖКХ,
- торговли,
- туристического сектора.

## Культура и образование
В посёлке есть дом культуры, школа, в которой действует школьный «Маленький театр».

## Достопримечательности
- Плотина на реке Луоксе.
- Лоухское озеро.

Красоту островов Лоухского озера в своих путевых дневниках отмечал создатель эпоса «Калевала» Элиас Лённрот.

## Улицы
- Строительный переулок,
- Центральная улица,
- Лесной переулок,
- Шахтёрская улица,
- Клубная улица,
- Школьная улица,
- Гористая улица,
- Геологическая улица,
- Набережная улица.